# سام اصغری
حسام «سام» اصغری (زادهٔ ۳ مارس ۱۹۹۴) مدل، بازیگر و مربی تناسب اندام ایرانی آمریکایی است. او در مجموعه‌های تلویزیونی بلک ماندی و هک ظاهر شده و به‌عنوان مدل بر روی جلد شماری از مجلات مدلینگ قرار گرفته شده‌است. او در ژوئن ۲۰۲۲، با خوانندهٔ آمریکایی بریتنی اسپیرز ازدواج کرد، اما در اوت ۲۰۲۳ به‌دلیل اختلافات آشتی‌ناپذیر درخواست طلاق داد.

## سنین جوانی و تحصیلات
حسام اصغری در ۱۲ اسفند ۱۳۷۳ در تهران به دنیا آمد. والدینش مایک و فاطمه اصغری هستند. او کوچک‌ترین فرزند از چهار فرزند خانواده است و خواهرانش مدی، الی و فی هستند. سام ژیمناستیک را از چهار سالگی آغاز کرد و نه سال بعد در ۱۳ سالگی در حالی که زبان انگلیسی را نمی‌دانست به ایالات متحده رفت وی در دبیرستان در کلاس‌های تئاتر شرکت کرد و در نمایشنامه‌هایی همچون هملت و مکبث حضور پیدا کرد. او فوتبال نیز بازی می‌کرد. پس از تحصیل در دبیرستان، او در کالج مورپارک در شهرستان ونتورا، کالیفرنیا تحصیل کرد، و در آنجا نیز فوتبال را ادامه داد.

## حرفه
اصغری در ۲۱ سالگی توسط خواهرش فی با مدلینگ آشنا شد. اولین نمایش او بر روی سکوی مد برای طراح مایکل کاستلو، یکی از دوستان فی، در پالم اسپرینگز، کالیفرنیا بود. اصغری در مجلات متعددی از جمله در ولکان، منز هلث، آیرون من، و جی‌کیو ظاهر شده‌است. در سال ۲۰۱۹، او جایزه زیبایی روز را در دومین دوره جوایز سالانه زیبایی روز برای دستاوردهای برجسته در تناسب اندام دریافت کرد.
در سال ۲۰۱۸، اصغری در اولین فیلم خود در یکی از طنزهای پیشتازان فضا به سرپرستی اسنوپ داگ ایفای نقش کرد. نقش او یک حضور کوتاه بود. در سال ۲۰۲۱، او در فصل ۳ دوشنبه سیاه برای یک آرک چند قسمتی ظاهر شد که در آن نقش جیانکارلو را بازی کرد، «یک مدل فوق‌العاده سکسی که برای Pfaffashions کار می‌کند.» بعداً در همان سال، او در برنامه تلویزیونی هک برای یک اپیزود به عنوان یک بابانوئل سکسی ظاهر شد. او در مورد همبازی‌اش جین اسمارت اظهار داشت: «من خوشحالم که با چنین استعدادهای شگفت‌انگیزی کار می‌کنم که برای مدت طولانی در این حرفه وجود داشته‌اند. اون خیلی حرفه ای بود به ما خوش گذشت.» لوسیا آنیلو، تهیه‌کننده این نقش، اصغری را برای این نقش تحسین کرد و گفت: «او واقعاً بامزه بود. یک تن بداهه بداهه کرد. او شبیه بابانوئل سکسی به نظر می‌رسید. او فقط تمام جعبه‌ها را بررسی کرد و واقعاً خیلی شیرین و خنده دار بود. ما فقط او را دوست داشتیم.» همچنین در سال ۲۰۲۱، او برای بخشی از تراویس فیزیوتراپیست کری بردشاو در قسمت And Just Like That... تست داد، اما برای این نقش انتخاب نشد.
در اکتبر ۲۰۲۱، اعلام شد که اصغری به عنوان همبازی در کنار مل گیبسون و کوین دیلون به فیلم اکشن هیجان انگیز صندلی داغ پیوسته‌است. مجلهٔ پیپل گفت که این اولین نقش مهم سینمایی اصغری خواهد بود. جیمز کالن برساک گفت: «اصغری یکی از خوب‌ترین افراد است، او انسان مهربانی است و بازیگر بسیار با استعدادی است. فکر می‌کنم مردم نقش او را در این کار دوست خواهند داشت. او می‌داند که چگونه چند نماهای اکشن بسیار جالب انجام دهد و من فکر می‌کنم او آن را در فیلم نشان می‌دهد بنابراین بسیار هیجان انگیز است.» اصغری نقش گروهبان SWAT توبیاس را بازی خواهد کرد؛ نقشی که برای آن تمرینات بدنی انجام داده بود.
اصغری اظهار داشته‌است که از نقش‌هایی که با کلیشه‌های خاورمیانه‌ای ارتباط دارند، مانند شخصیت‌های تروریستی اجتناب کرده‌است. او حضور در دو برنامه تلویزیونی واقع‌نما را رد کرده‌است: برادر بزرگ مشهور و خواننده نقابدار.

## زندگی شخصی
اصغری در سال ۲۰۱۲ شهروند ایالات متحده شد. او در انتخابات ریاست جمهوری ۲۰۲۰ ایالات متحده به جو بایدن رای داد.
اصغری با مایرا ورونیکا، هنرپیشه و خواننده آمریکایی، پس از حضور در موزیک ویدیوی او برای ترانه «بدون دوست پسر، مشکلی نیست» وارد رابطه شد. آن‌ها در سال ۲۰۱۶ اعلام کردند که از هم جدا شده‌اند. او بریتنی اسپیرز (که ۱۲ سال از او بزرگتر است) را برای حضور در موزیک ویدئوی ترانه‌اش «مهمانی دخترانه» (۲۰۱۶) ملاقات کرد. این دو در سپتامبر ۲۰۲۱ نامزد و در ۹ ژوئن ۲۰۲۲ در خانه اسپیرز در کالیفرنیا ازدواج کردند. پیش از ازدواج در ۱۱ آوریل ۲۰۲۲، اسپیرز اعلام کرد که فرزند سوم خود و نخستین فرزند اصغری را باردار بود، اما یک ماه بعد دچار سقط جنین شد.
قبل از عروسی، اصغری و اسپیرز برای محافظت از دارایی اسپیرز یک تعهدنامه پیش از ازدواج «خدشه ناپذیر» را امضا کردند. رقم ثبت شده در آن قرارداد تا ژوئن ۲۰۲۲ حدود ۶۰ میلیون دلار تخمین زده شد. پس از عروسی، آن‌ها به یک عمارت جدید ۱۱٫۸ میلیون دلاری در کلباسس، کالیفرنیا نقل مکان کردند که اسپیرز آن را خریداری کرد. اصغری در ۱۶ اوت ۲۰۲۳ به دلیل «اختلافات آشتی‌ناپذیر» از اسپیرز درخواست طلاق داد.

## فیلم‌شناسی
| سال  | عنوان                       | نقش            |
| ---- | --------------------------- | -------------- |
| ۲۰۱۸ | باور نکردنی!!!!!            | حضور افتخاری   |
| ۲۰۱۹ | می‌توانی یک راز را نگه داری؟ | عمر            |
| ۲۰۲۲ | صندلی داغ                   | گروهبان توبیاس |
| ۲۰۲۴ | جک‌پات!                      | مامور محافظ    |

| سال  | عنوان              | نقش              | یادداشت               |
| ---- | ------------------ | ---------------- | --------------------- |
| ۲۰۱۹ | ان‌سی‌آی‌اس           | گارد امنیتی راسل | قسمت: "قطب شمال"      |
| ۲۰۲۰ | کسب و کار خانوادگی | آرمین            | قسمت: "Hat It Up!"    |
| ۲۰۲۱ | هک‌ها               | بابا نوئل سکسی   | قسمت: "خط وجود ندارد" |
| ۲۰۲۱ | دوشنبه سیاه        | جیانکارلو        | سه قسمت               |
| ۲۰۲۱ | وقتی بزرگ شدیم     | الی              |                       |
| ۲۰۲۲ | پی‌بی‌سی             | مسیحی            | سه قسمت               |
| ۲۰۲۲ | صورت عروسکی        | تایلر            | اپیزود: "زن راست دست" |
| ۲۰۲۳ | عملیات ویژه: شیرزن | کمال             |                       |

| سال  | ترانه                       | هنرمند                       |
| ---- | --------------------------- | ---------------------------- |
| ۲۰۱۴ | «بدون دوست پسر، مشکلی نیست» | مایرا ورونیکا                |
| ۲۰۱۶ | «در خانه کار کن»            | فیفت هارمونی و تای دولا ساین |
| ۲۰۱۶ | «مهمانی چرت زدن»            | بریتنی اسپیرز و تیناشی       |

## برای مطالعهٔ بیشتر
- «سام اصغری؛ از موفقیت در مدلینگ تا شکست در ازدواج!». روزنامه سراسری سایه. ۱ شهریور ۱۴۰۲.